# Tyreek Magee
Tyreek Anthony Magee (Kingston, Jamaica, 27 de agosto de 1999) es un futbolista jamaicano. Juega de centrocampista y su equipo es el Vere United FC de la Liga Premier Nacional de Jamaica. Es internacional absoluto por la selección de Jamaica desde 2019.

## Trayectoria
Magee comenzó su carrera en el Harbour View de su país. En 2019 fichó por el K. A. S. Eupen de Bélgica.
El 2 de mayo de 2023 se incorporó al Colorado Springs Switchbacks de la USL Championship estadounidense.

## Selección nacional
Debutó con la selección de Jamaica el 5 de junio de 2019 ante Estados Unidos en un amistoso.

### Participaciones en copas continentales
| Copa                            | Sede           | Resultado        |
| ------------------------------- | -------------- | ---------------- |
| Copa de Oro de la Concacaf 2019 | Norteamérica   | Semifinales      |
| Copa de Oro de la Concacaf 2021 | Estados Unidos | Cuartos de final |

## Clubes
| Club                         | País           | Año           |
| ---------------------------- | -------------- | ------------- |
| Harbour View                 | Jamaica        | 2015-2019     |
| K. A. S. Eupen               | Bélgica        | 2019-2023     |
| Colorado Springs Switchbacks | Estados Unidos | 2023-2024     |
| Vere United FC               | Jamaica        | 2025-presente |